# Papilio himeros
Papilio himeros là một loài bướm thuộc họ Papilionidae. Nó được tìm thấy ở Argentina và Brasil.